# Martin Baltus
Martinus Jacobus Maria (Martin) Baltus (Castricum, 18 oktober 1953) is een voormalige Nederlandse roeier. Hij vertegenwoordigde Nederland eenmaal bij de Olympische Spelen, maar won hierbij geen medailles.
Zijn olympisch debuut maakte Baltus op 22-jarige leeftijd zijn olympisch debuut op de Olympische Spelen van 1976 in Montreal. Met een tijd van 6.53,55 behaalde hij met de vier met stuurman in de kleine finale een tiende plaats overall.
Hij was lid van de Delftsche Studenten RoeiVereeniging LAGA.

## Palmares

### roeien (vier met stuurman)
- 1976: 10e OS - 6.53,55

### roeien (acht met stuurman)
- 1975: 11e WK - 6.04,05

Martin Baltus · 
Adrie Klem · 
Evert Kroes · 
Gert Jan van Woudenberg · 
Jos Ruijs (stuurman)